# Чипровский монастырь
Чи́провский монасты́рь свято́го Иоа́нна Ры́льского (болг. Чипровският манастир „Свети Иван Рилски“) — мужской монастырь Видинской епархии Болгарской Церкви.

## Описание
Чипровский монастырь был построен болгарскими католиками в X веке. Петар Богдан Бакшич в своей книге «Описание Болгарии» (1640) писал, что монастырь восходит к годам Первого болгарского царства.
Монастырь является действующим и включает здания церкви, двух часовен, трехэтажной колокольни, жилых и хозяйственных помещений. 